# Fiano
Fiano es una comune italiana de la ciudad metropolitana de Turín, en Piamonte. Tiene una población estimada, a principios de 2021, de 2646 habitantes.
Se ubica en la periferia noroccidental de la capital regional, Turín, separada de la ciudad por el parque del castillo de la Mandria. Junto a la localidad fluye el río Stura di Lanzo.
Tiene su origen en un fundus romano que en la Edad Media pertenecía a la diócesis de Turín. Se menciona por primera vez en 1159 en un documento de Federico I Barbarroja. En el siglo XIII pasó a pertenecer al marquesado de Montferrato, que construyó un destacado castillo que hoy es el principal monumento de la localidad.

## Evolución demográfica
| Gráfica de evolución demográfica de Fiano entre 1861 y 2021 |
|                                                             |
| Fuente ISTAT - elaboración gráfica de Wikipedia             |